# 许晓旭
许晓旭（1986年8月8日—），北京丰台人，中国女子曲棍球運動員，亦為中国国家女子曲棍球队成員。

## 簡歷
许晓旭自小喜歡運動，12歲時她被選進丰台体校，至16歲時入選北京曲棍球队。
2010年11月，许晓旭代表中國出戰廣州亞運會，參加曲棍球比賽，奪得金牌。